# Old Locks
Old Locks es un club de rugby y hockey de Chile con sede en la ciudad de Santiago. 
Fue fundado en 1999 por un grupo de ex estudiantes del Colegio Wenlock en el año 2002 se integró al Campeonato Central de Rugby de la Asociación de Rugby Santiago.

## Historia
Old Locks nació en 1999, tras la inauguración de la cancha del colegio Wenlock School donde sus exalumnos se reunieron como un equipo de Rugby, desde ese día se empezó a gestar en la mente de sus jugadores la idea de seguir adelante con el proyecto de formar un equipo competitivo, que pudiera llegar a enfrentar a los grandes clubes de primera división del rugby nacional
Fue así como en el año 2002, después de un año de entrenamientos y partidos amistosos, decidieron dar el gran salto, formando una personalidad jurídica, la que los convirtió en Club, y se inscribieron en la Asociación de Rugby de Santiago (ARUSA), Entrando a participar en el torneo nacional de segunda división, quedando ese año dentro de los seis primeros equipos del torneo.
En marzo de 2005 lograron hacer realidad su sueño, realizar la gira de rugby a Argentina, lo que los unió como equipo y los ayudó a subir de nivel. Pero ese año también formaron el primer equipo femenino adulto de Hockey del Club.
Old Locks cada vez posee más energía y nuevos retos que superar, la amistad entre los integrantes los hace diferentes y levantarse más fuerte las veces que han caído.
El grito de campeón estuvo ahogado 14 años en las gargantas de los jugadores y simpatizantes, para finalmente llegar el 25 de mayo de 2014 tras ganar a Seminario en el tercer tiempo de alargue con un penal de oro de la final del torneo de rugby Apertura Intermedia ARUSA 2014.
El año 2024 su equipo de rugby vuelve a ascender al torneo Segunda Nacional.